# Porotrichum flabellatum
Porotrichum flabellatum là một loài rêu trong họ Neckeraceae. Loài này được (Sm.) Mitt. mô tả khoa học đầu tiên năm 1891.